# Вагнер, Зеев
Зеев Вагнер (ивр. זאב וגנר‎; род. 1951, Москва) — российско-израильский религиозный деятель.
Учился в Московском институте народного хозяйства имени Плеханова, затем работал на кондитерской фабрике. Со студенческих лет участвовал в движении российских евреев за возрождение религиозного и культурного самосознания, с 1974 года участник издания самиздатского журнала «Тарбут», публиковался также в самиздатском журнале «Евреи в СССР».
В 1976 году репатриировался в Израиль, в 1978 году основал первую хасидскую иешиву с обучением на русском языке. До 1989 года работал в организации российских и восточноевропейских репатриантов «Шамир», занимаясь проблемами культурной и духовной интеграции новых граждан Израиля, прибывающих из СССР.
В 1989—2015 гг. жил и работал в России. С 2002 г. работал в Федерации еврейских общин России, руководил её образовательными программами. Занимал пост главного раввина Центрального федерального округа, с 2012 г. совмещал его с должностью главного раввина Тулы. 26 декабря 2014 года Советский районный суд Тулы постановил депортировать Вагнера в Израиль в связи с тем, что он занимался религиозной деятельностью, въехав в Россию по туристической визе. По утверждению самого Вагнера, мелкие нарушения, допущенные им, стали только предлогом для депортации. После высылки из России живёт в Иерусалиме.
Важнейшее достижение Вагнера — создание Российской еврейской энциклопедии, где он занимал пост заместителя главного редактора, а также президента научного фонда «Еврейская энциклопедия».
Отец шестерых  детей. Старший сын Аарон Вагнер (род. 1977) — главный раввин Иркутской области.